# Raptrix perspicua
Raptrix perspicua es una especie de mantis de la familia Acanthopidae.

## Distribución geográfica
Se encuentra en Brasil, Costa Rica, Ecuador, Guayana Francesa, Surinam y Venezuela.